# Huta „Kościuszko”
Huta „Kościuszko” Spółka Akcyjna w upadłości likwidacyjnej (dawniej niem. Königshütte = „Huta Królewska”, Huta Piłsudski) – huta znajdująca się w Chorzowie (Królewska Huta). Jest jedną z najstarszych polskich hut żelaza. Powstała na przełomie XVIII i XIX wieku.

## Historia
Początki huty „Kościuszko” sięgają 1797 roku, kiedy rozpoczęto roboty wstępne w celu założenia huty żelaza. Inicjatorem jej powstania był Friedrich Wilhelm von Reden, a zaprojektował ją szkocki inżynier John Baildon. W 1802 roku nastąpiło uruchomienie huty. W połowie XIX wieku produkcja surówki wynosiła 4,2 tys. ton, a zatrudnienie 580 osób.

## Kalendarium
- 1799 – zapadła decyzja o nadaniu nazwy „Königshütte”, czyli Huta „Królewska” na cześć króla pruskiego. Król Fryderyk Wilhelm III przeznaczył na budowę huty 40 tys. talarów
- 1802 – ukończono budowę huty, uruchomienie pierwszego wielkiego pieca, nazwanego „Reden”[3] W grudniu tego samego roku uruchomiono drugi wielki piec – „Heinitz”[4]. Całkowity koszt budowy huty: dwa wielkie piece wraz z budynkami gospodarczymi wyniósł 57439 talarów.
- 1806 – ruszył trzeci wielki piec pod nazwą „Weddling”
- 1807 – rozpoczęto budowę huty cynku „Lydognia”. W roku 1810 wybudowano w hucie cynku piec 8-muflowy. Huta cynku „Lydognia” do 1889[5] (1899[6]) funkcjonowała na terenie Huty Królewskiej jako jeden z jej wydziałów.
- 1818 – został uruchomiony czwarty wielki piec, nazwany „Gerhard”
- 1819 – produkcja surówki wzrosła do 3053 ton
- 1843 – wybudowanie wydziałów pudlingarni, walcowni i młotowni. Huta stała się zakładem produkującym gotowe wyroby walcowe, specjalizując się w wytwarzaniu szyn kolejowych
- 1853–60 – rozbudowa huty o 4 nowe wielkie piece
- 1862 – otwarcie wydziału walcowni szyn kolejowych
- 1865 – otwarcie wydziału stalowni bessemerowskiej
- 1868 – 18 lipca – po wykupieniu huty przez hrabiego von Donnersmarcka utworzone zostało miasto pod nazwą Huta Królewska (formalnie od 1869 po otrzymaniu dekretu króla)
- 1871 – huta „Królewska” zostaje włączona do koncernu „Zjednoczone Huty Królewska i Laura”[1]
- 1872 – kilkutygodniowy pobyt znanego berlińskiego malarza Adolpha von Menzela, podczas którego powstały szkice do późniejszego słynnego obrazu „Eisenwalzwerk (Moderne Cyklopen)”, ukończonego w 1875
- 1895 – na terenie huty powstaje fabryka wagonów (Waggonfabrik), które to zakłady stanowią zalążek przyszłych Zakładów Konstrukcji Stalowych „Konstal”
- 1917 – otwarto Warsztaty Przetwórcze (późniejszy Konstal)
- 1935 – następuje zmiana nazwy z Huta Królewska na Huta „Piłsudski”
- 1937 – zbudowano nowy wielki piec „A”, wizyta ministra przemysłu i handlu Antoniego Romana na terenie huty[7]
- 1939–45 w czasie okupacji hitlerowskiej huta pod przywróconą nazwą „Königshütte” pracowała na potrzeby okupanta. Po wojnie hutę nazwano imieniem Tadeusza Kościuszki
- 1998 – Huta Kościuszko została przekształcona z przedsiębiorstwa państwowego w spółkę akcyjną
- 2000 – na bazie majątku Huty „Kościuszko” S.A. utworzono spółkę z ograniczoną odpowiedzialnością o nazwie Huta Królewska Sp. z o.o.[8], w skład której weszły walcownia-zgniatacz oraz walcownia duża
- 2007 – Huta „Kościuszko” S.A. zbyła posiadane 48% udziałów Huty Królewskiej Sp. z o.o. firmie ArcelorMittal Poland, która stała się odtąd wyłącznym właścicielem Huty Królewskiej
- 2010 – Ministerstwo Skarbu Państwa przewidziało prywatyzację Huty „Kościuszko” S.A.

## Teraźniejszość
6 sierpnia 2008 na obszarze huty rozpoczęły się zdjęcia do filmu fabularnego „Zgorszenie publiczne”. Producentem jest Paisa Films studio filmowe założone w 2005 roku przez Macieja Ślesickiego, a reżyserem Maciej Prykowski tegoroczny absolwent wydziału reżyserii Warszawskiej Szkoły Filmowej.